# Akira Hamashita
Akira Hamashita (jap. 浜下瑛, Hamashita Akira; * 5. Juli 1995 in der Präfektur Hiroshima) ist ein japanischer Fußballspieler.

## Karriere
Akira Hamashita erlernte das Fußballspielen in den Jugendmannschaften des Iguchi FC und Sanfrecce Hiroshima, in der Schulmannschaft der Setouchi High School und in der Universitätsmannschaft der Sanno University. Seinen ersten Vertrag unterschrieb er 2018 beim Tochigi SC. Der Verein aus Utsunomiya, einer Stadt in der Präfektur Tochigi, spielte in der zweithöchsten Liga des Landes, der J2 League. Bis Ende 2019 absolvierte er 63 Zweitligaspiele für Tochigi. Anfang 2020 wechselte er zum Ligakonkurrenten Tokushima Vortis nach Tokushima.  Mit Vortis feierte er 2020 die Zweitligameisterschaft und den Aufstieg in die erste Liga. Nach nur einer Saison musste er mit Vortis als Tabellensiebzehnter wieder in die zweite Liga absteigen. Am 1. Februar 2024 wechselte er auf Leihbasis zum Zweitligaaufsteiger Ehime FC. Hier bestritt er elf Ligaspiele. Nach der Ausleihe kehrte er nach Tokushima zurück. Am 1. Februar 2025 verpflichtete ihn der Drittligaabsteiger YSCC Yokohama.

## Erfolge
Tokushima Vortis
- Japanischer Zweitligameister: 2020  ▲